# Kevin Lankinen
Kevin Lankinen (né le 28 avril 1995) est un joueur professionnel finlandais de hockey sur glace qui évolue au poste de gardien de but,.

## Biographie
Lankinen a joué principalement pour HIFK de la SM-liiga, de 2014 à 2018. Il a également joué un match pour Jokerit et deux pour KooKoo et dix pour Kiekko-Vantaa de Mestis.
En 2014, Lankinen a signé un contrat de trois ans avec HIFK. En 2015, il a participé au plus long match de l'histoire de SM-liiga, d'une durée de 134 minutes et 14 secondes. Son équipe a gagné 2-1 et s'est qualifiée pour les quarts de finale.
Au cours de la saison 2015-2016, Lankinen a joué aux côtés de Ville Husso, disputant 22 matchs en saison régulière, ainsi que trois en séries, pour permettre à son équipe de remporter des médailles d'argent. Au cours de la saison 2016-2017, Lankinen était le gardien de but secondaire aux côtés de Niklas Bäckström, plus expérimenté. Toutefois, en raison de blessures, Bäckström est devenu le gardien principal et a disputé 42 matchs, dont sept où il n'a pas encaissé de but, le plus grand nombre de la saison.
Au cours de la saison 2017-2018, Lankinen a été blessé et incapable de jouer pendant une grande partie de la saison. Cependant, il a effectué un retour réussi en disputant 15 matchs en saison régulière avec quatre matchs blancs et un pourcentage de blocage de 94,58%. Sa moyenne de buts alloués (GAA) était de 1,33, la plus haute de la ligue cette saison. Pendant les séries éliminatoires, il a été le principal gardien de but de 13 matchs avec un pourcentage de blocage de 93,56% aidant ainsi son équipe à remporter des médailles de bronze. Il était en lice pour le trophée Urpo Ylönen, remis au meilleur gardien de la saison, aux côtés de Veini Vehviläinen du Kärpät Oulu et de Dominik Hrachovina du Tappara mais le prix a été attribué à Vehviläinen.
Le 21 mai 2018, Lankinen signe un contrat de deux ans avec les Blackhawks de Chicago de la Ligue nationale de hockey.
Le 14 juillet 2022, il est embauché par les Predators de Nashville pour seconder le gardien Juuse Saros. Il s'entend sur un contrat d'une saison à 1,5 million $.

## Statistiques

### En club
| Saison    | Équipe                 | Ligue    |    | Saison régulière | Saison régulière | Saison régulière | Saison régulière | Saison régulière | Saison régulière | Saison régulière | Saison régulière | Saison régulière | Saison régulière |   | Séries éliminatoires | Séries éliminatoires | Séries éliminatoires | Séries éliminatoires | Séries éliminatoires | Séries éliminatoires | Séries éliminatoires | Séries éliminatoires | Séries éliminatoires |
| Saison    | Équipe                 | Ligue    | PJ | V                | D                | Pr/N             | Min              | BC               | Moy              | % Arr            | Bl               | Pun              | PJ               | V | D                    | Min                  | BC                   | Moy                  | % Arr                | Bl                   | Pun                  |                      |                      |
| 2013-2014 | Jokerit                | SM-liiga | 1  |                  |                  |                  | 17               | 2                | 7,16             | 66,7             | 0                | 0                | -                | - | -                    | -                    | -                    | -                    | -                    | -                    |                      |                      |                      |
| 2014-2015 | Kiekko-Vantaa          | Mestis   | 10 |                  |                  |                  |                  | 0                | -                | 90,6             | 0                | 0                | -                | - | -                    | -                    | -                    | -                    | -                    | -                    | -                    |                      |                      |
| 2014-2015 | HIFK Helsinki          | SM-liiga | 24 | 8                | 10               | 5                | 1307             | 50               | 2,29             | 91,1             | 0                | 2                | 6                |   |                      |                      |                      |                      |                      |                      | 0                    |                      |                      |
| 2015-2016 | HIFK Helsinki          | SM-liiga | 24 | 12               | 5                | 6                | 1423             | 56               | 2,36             | 90,7             | 0                | 0                | 18               |   |                      |                      |                      |                      |                      |                      | 0                    |                      |                      |
| 2015-2016 | KooKoo Kouvola         | SM-liiga | 2  | 0                | 0                | 2                | 128              | 5                | 2,34             | 91,9             | 0                | 0                | -                | - | -                    | -                    | -                    | -                    | -                    | -                    | -                    |                      |                      |
| 2016-2017 | HIFK Helsinki          | SM-liiga | 42 | 13               | 19               | 9                | 2443             | 87               | 2,14             | 92               | 7                | 4                | 14               |   |                      |                      |                      |                      |                      |                      | 0                    |                      |                      |
| 2017-2018 | HIFK Helsinki          | SM-liiga | 15 | 10               | 3                | 2                | 900              | 20               | 1,33             | 94               | 4                | 2                | 14               |   |                      |                      |                      |                      |                      |                      | 0                    |                      |                      |
| 2017-2018 | Imatran Ketterä        | Mestis   | 2  |                  |                  |                  |                  |                  |                  | 0                |                  | 0                | -                | - | -                    | -                    | -                    | -                    | -                    | -                    | -                    |                      |                      |
| 2018-2019 | IceHogs de Rockford    | LAH      | 19 | 7                | 12               | 1                | 1151             | 48               | 2,50             | 91               | 0                | 0                | -                | - | -                    | -                    | -                    | -                    | -                    | -                    | -                    |                      |                      |
| 2018-2019 | Fuel d'Indy            | ECHL     | 6  | 4                | 2                | 0                | 358              | 19               | 3,18             | 89,3             | 0                | 0                | -                | - | -                    | -                    | -                    | -                    | -                    | -                    | -                    |                      |                      |
| 2019-2020 | IceHogs de Rockford    | LAH      | 21 | 8                | 10               | 2                | 1 190            | 60               | 3,03             | 90,9             | 0                | 0                | -                | - | -                    | -                    | -                    | -                    | -                    | -                    | -                    |                      |                      |
| 2020-2021 | Blackhawks de Chicago  | LNH      | 37 | 17               | 14               | 5                | 2175             | 109              | 3,01             | 90,9             | 2                | 2                | -                | - | -                    | -                    | -                    | -                    | -                    | -                    | -                    |                      |                      |
| 2021-2022 | Blackhawks de Chicago  | LNH      | 32 | 8                | 15               | 6                | 1 816            | 106              | 3,50             | 89,1             | 0                | 0                | -                | - | -                    | -                    | -                    | -                    | -                    | -                    | -                    |                      |                      |
| 2022-2023 | Predators de Nashville | LNH      | 19 | 9                | 8                | 1                | 1 069            | 49               | 2,75             | 91,6             | 0                | 2                | -                | - | -                    | -                    | -                    | -                    | -                    | -                    | -                    |                      |                      |

### En équipe nationale
| Année | Équipe   | Compétition                 |   | PJ | V | D | Pr/N | Min | BC   | Moy  | % Arr | Bl | Pun           |  | Résultat |
| 2019  | Finlande | Championnat du monde        | 8 | 7  | 1 | 0 |      |     | 1,50 | 94,2 | 2     |    | Médaille d'or |  |          |
| 2025  | Finlande | Confrontation des 4 nations | 2 | 1  | 1 | 0 |      |     | 4,83 | 81,1 | 0     |    | 4e place      |  |          |